# Break Up – Nackte Angst
Break Up – Nackte Angst (Break Up) ist ein US-amerikanischer Thriller von Paul Marcus aus dem Jahr 1998.

## Handlung
Die gehörlose Jimmy Dade wird von ihrem Ehemann Frankie misshandelt. Sie stiehlt ihm kleine Geldsummen, die sie auf ein Sparbuch einzahlt.
Jimmy geht eines Tages zu ihrer Schwester, um dieser beim Reparieren des Backofens zu helfen. Frankie ruft dort an und will, dass Jimmy ihn in einer Bar abholt. Als sie in die Bar kommt, ist Frankie bereits gegangen. Eine Frau hört, dass Jimmy nach Frankie fragt und will, dass Jimmy Frankie ihre Telefonnummer überreicht. Die Frau erfährt erst vom Barmann, dass sie mit Frankies Ehefrau sprach.
Frankie macht zuhause seiner Frau eine Szene und fragt sie, was sie gemacht habe. Er zerrt sie durch das Haus. Als sie die Frau in der Bar erwähnt, stößt Frankie Jimmy von der Treppe. Sie wacht erst im Krankenhaus auf.
Als eine verbrannte Leiche im Auto ihres Ehemannes gefunden wird, wird sie als Frankie identifiziert. Jimmy wird von den Polizisten John Box und Andrew Ramsey verhört; sie wird des Mordes verdächtigt. Ihre Schwester wird ermordet aufgefunden.
Jimmy flieht und hebt das Guthaben vom Sparbuch ab. Sie versteckt sich in einem Hotel in der Wüste. Später zeigt sich, dass Frankie lebt. Er hat ihre Schwester ermordet. Jimmy macht kurzen Prozess mit ihm.

## Kritiken
Das Lexikon des internationalen Films bezeichnete den Film als einen Film „von der Stange“, der „sprunghaft erzählt“ und „grob entwickelt“ sei. Das Ende wurde als „unglaubwürdig“ kritisiert.

## Hintergrund
Der Film wurde in Kalifornien gedreht. Seine Produktionskosten betrugen schätzungsweise neun Millionen US-Dollar.